# Esőkert

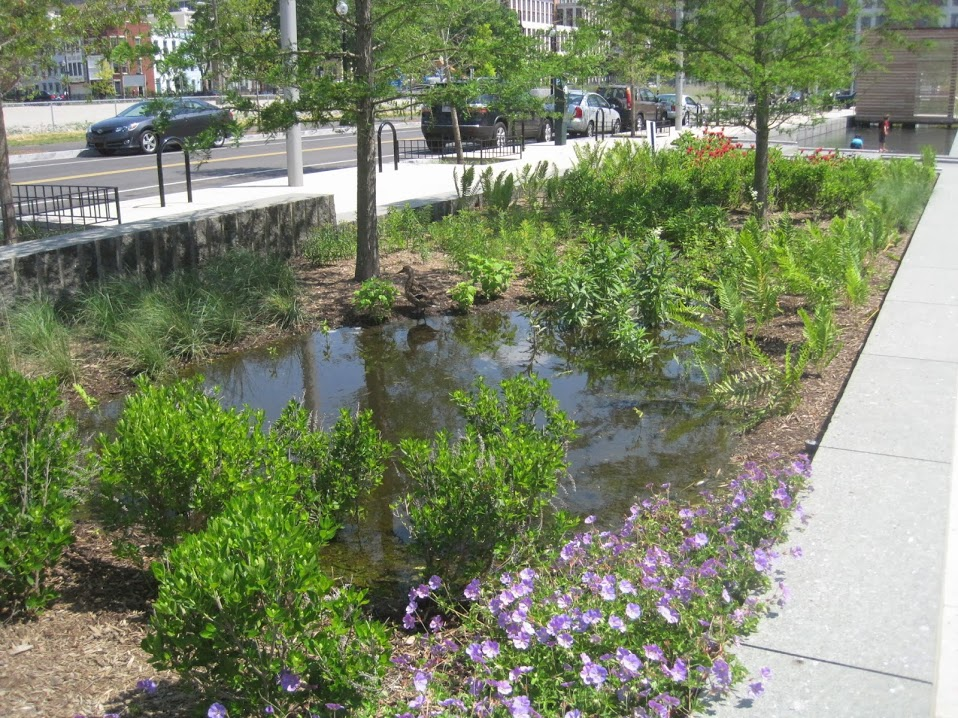
Városi esőkert jellemző növényeivel: páfrányokkal és fűfélékkel. A visszamaradt vízben egy vadkacsa áll.

Az esőkert mesterségesen kialakított és növényzettel beültetett mélyebben fekvő felület a talajban, amelynek célja az esővíz felfogása, ideiglenes tárolása és szűrése. Az esőkert nem keverendő össze az ún. bioárkokkal, az esőkert ugyanis sík felület, míg a bioárok lejtős rész, amely elsősorban a víz elvezetését szolgálja, és csak másodsorban a tisztítását. Az esőkert nem keverendő össze a kerti tóval sem, amelyben folyamatosan van jelen állóvíz; sem pedig az esővíz tárolására szolgáló mesterséges tóval, amely az esőkertnél sokkal több ideig tárolja az esővizet.

## Története

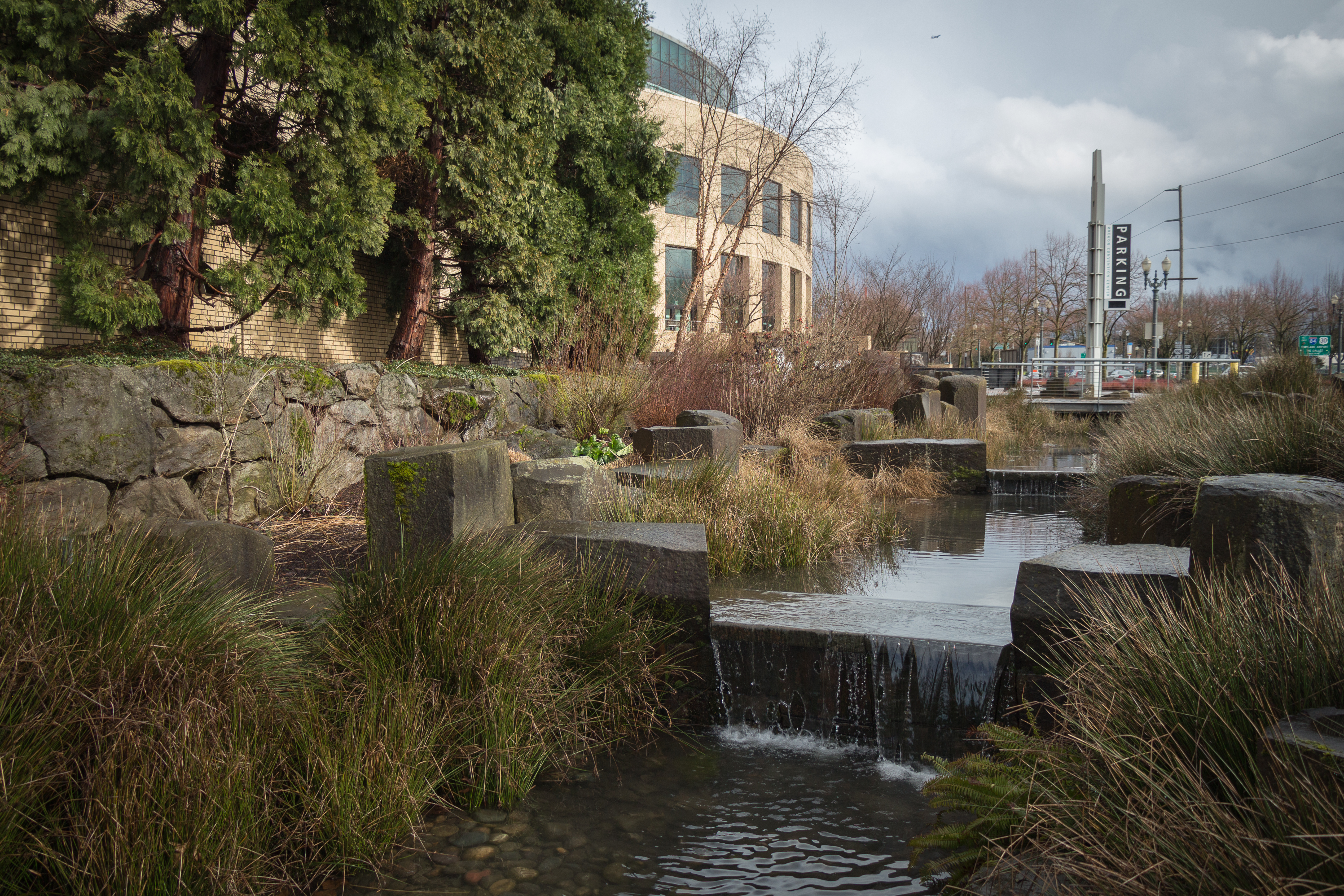
Több medencés esőkert. Ebben az esetben nem vonható éles határ az esőkert és a bioárok közé.

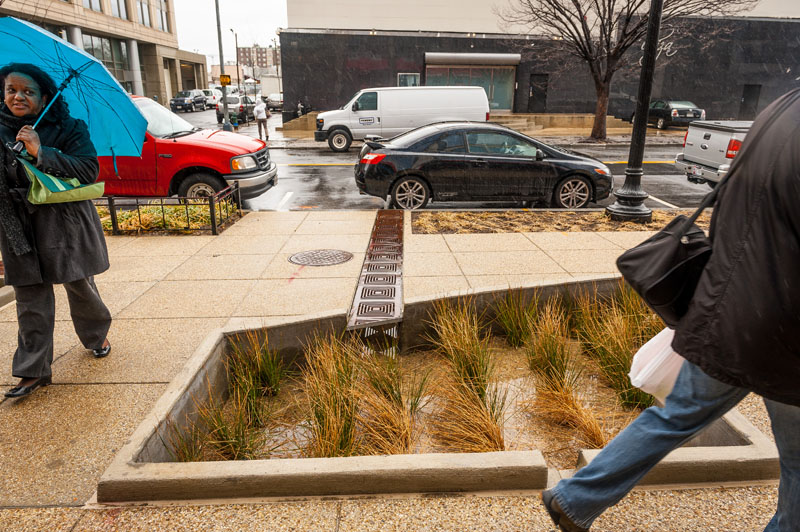
Egy a járdaszigeten belül kialakított esőkert, amely az úttestről is kapja a vizet.

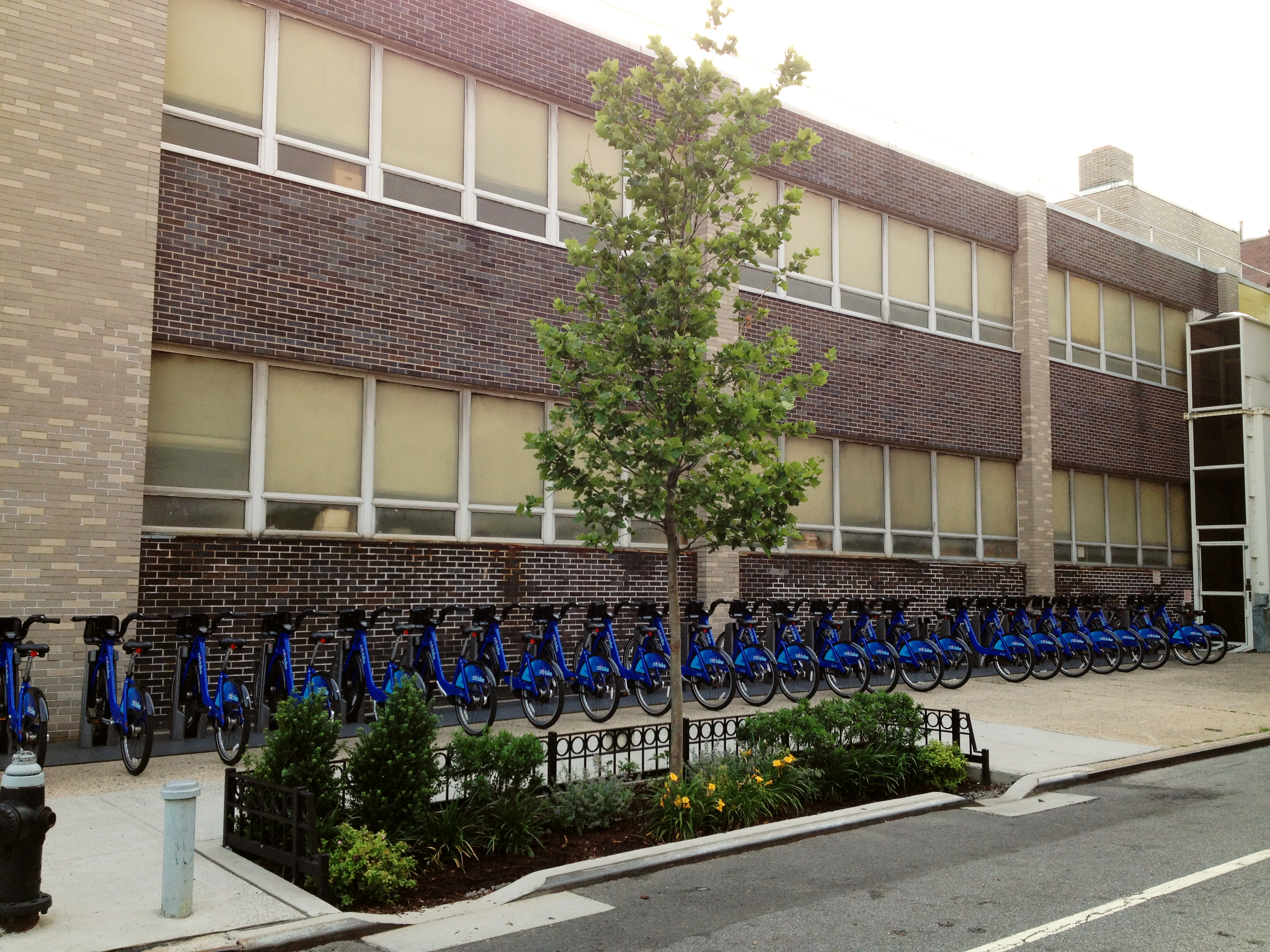
Egy kis méretű esőkert. Az útpadkát úgy alakították ki, hogy az esővíz közvetlenül be tudjon folyni a kertbe.

Az első lakossági felhasználásra szánt esőkertet 1990-ben hozták létre, amikor a marylandi Prince George’s megyében Dick Brinkerben, egy lakóépületek fejlesztésével foglalkozó vállalkozóban az a gondolat fogalmazódott meg, hogy a hagyományosan alkalmazott szennyvíztároló tavat egy beültetett földterülettel helyettesíti. Az ötlettel felkereste Larry Coffman környezetvédelmi mérnököt. A terv megvalósításaként egy lakónegyed minden ingatlanán 28–37 m² területű esőkertet hoztak létre. Ez az eljárás nagyon költséghatékonynak bizonyult, ugyanis a 400.000 dollárnyi csatornarendszer helyett kialakított esőkertek csak 100.000 dollárba kerültek. A későbbi évek megfigyelése szerint az esőkertek jelentősen csökkentették a nagy esőzések után a csatornákba került víz mennyiségét.

## A városi esővíz környezeti terhelése
- A magas szinten beépített területeken az esővíz bármilyen nem vízáteresztő felületen képes megállni: aszfalton, betonon, kövön. Az összegyűlt vizet a csatornákba vezetik, amely azonban nem képes kezelni a hirtelen lezúduló csapadékot, a túlfolyáskor a szennyvíz így kijut a csatornából fertőzésveszélyt jelentve.
- Egy másik probléma, hogy a városi esővíz, mire a csatornába jut, néhány fokkal melegebb lesz, mint a talajvíz vagy a természetes vizek. A melegebb víz kevesebb oldott oxigént tartalmaz, ezért beáramlása károsítja az élőlényeket.
- A városi esővíz ráadásul sok mérgező anyagot mos a talajba az utakról, többek között különféle olajszármazékokat. Az esőkertek haszna abban áll, hogy nagy mennyiségű vizet tartanak vissza, azt megszűri és késleltetve, egyenletesen adják le.

## Az esőkert előnyei
A szennyvíz vagy a szürke víz biológiai megtisztításához gondosan megtervezett és megépített vizes élőhelyekre van szükség. Környezeti előnyei között szerepel a megnövekedett vadon élő állatok sokszínűsége és élőhelyének megteremtése, az energiafelhasználás és a szennyezés minimalizálása. Az esőkertek kialakítása lehetővé teszi, hogy a nem áteresztő felületek mennyisége a minimálisra csökkenjen.
Az esőkert csökkenti az elszivárgó víz mennyiségét: a víz a kialakított területen addig gyűlik, ameddig a talaj telítetté nem válik. Ha eléri a talaj felszínét, könnyebben tud párologni, a víz pedig a talaj helyett a levegőbe kerül vissza. Az esőkertben a víz a növények rendelkezésére áll, amelyek így gyorsan tudnak növekedni. A növények szintén párologtatnak, ez a nedvesség szintén a légkörbe kerül.
Az esőkert az esővíz minőségét is javítja. A vizet nem csak a talaj szűri meg, ahogy a víz egyre mélyebbre hatol és különböző talajrétegekkel találkozik, de a növények gyökere is, amely minden hasznos elemet kivesz, amelyre a növényeknek szükségük van. Bizonyos anyagok a talajrészek és a gyökerek felületén megülnek, így a mikroorganizmusoknak kellő idő áll rendelkezésükre a lebontásukhoz. A növények gyökérzete porózussá teszi a talajt így növelve annak vízáteresztő-képességét és megakadályozva a tömörödést. A gyökerek életteret biztosítanak a mikroorganizmusok számára, a gyökerek oxigént is biztosítanak a lebontó folyamatokhoz.
A talaj és a gyökérzet a vízben oldott szennyeződéseket fogják meg, a levegő szennyeződését a növények leveleiken keresztül szívják fel és juttatják a talajba, a talajban lévő mikroorganizmusok pedig lassan lebontják azokat. Az esőkert előnye, hogy a szennyeződések nem koncentráltan folynak el a csatornába, hanem szétterülnek a kijelölt talajrészen, így téve lehetővé az elbontásukat. Bizonyos növények képesek nehézfémeket tárolni, visszametszésnél vagy az életciklus végén az eltávolításukkal ezek az anyagok eltávolíthatóak. „A [eső]kert kiszűri a nehézfémek több mint 90 százalékát, a nitrátok és nitritek 100 százalékát, akárcsak a szénhidrogének (például üzemanyag-maradvány) közel 100 százalékát.”

## Az esőkert kialakítása

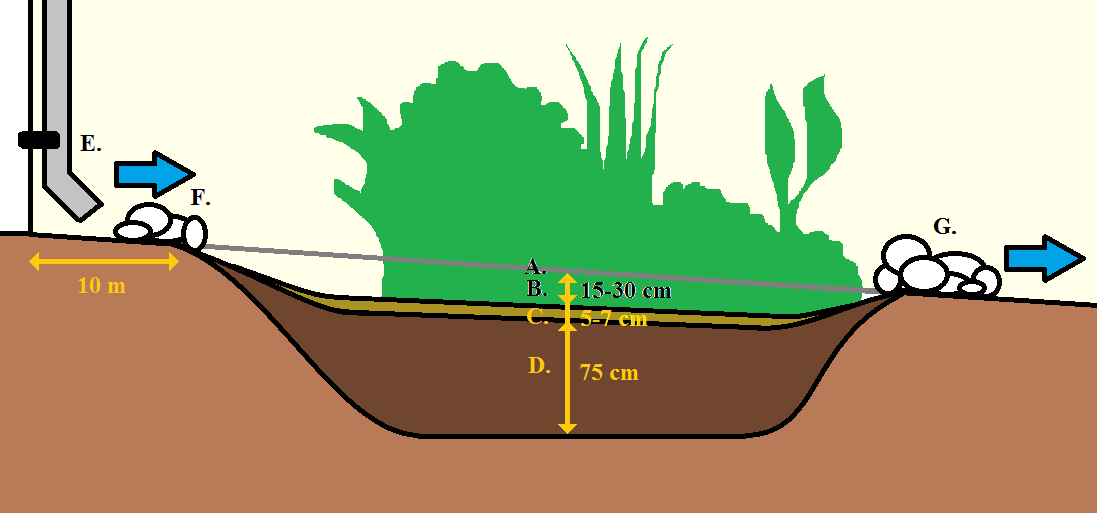
Egy esőkert vázlatos keresztmetszete:
A. Talajszint: a befolyónak (F.) magasabban kell lennie, mint a kifolyónak (G.), mindkét helyen kavicságyás védi a talajt, a háznak (E.) 10 m-re kell lennie az esőkerttől.
B. A kert mélysége: Az esőkert talajának mélysége 15-30 cm a talajszinthez képest a pangó víznek.
C. Felső szűrőréteg: 5-7 cm faforgács vagy komposzt vagy mulcs.
D. Az esőkert talaja: 60% homok, 20% komposzt és 20% felső talaj.

- „Átlagosan elegendő a begyűjtendő terület egytizedét-egyötödét esőkertté alakítani ahhoz, hogy az éves csapadék majdnem teljes mennyisége hasznosulhasson, tehát – mondjuk – egy 300 négyzetméteres területből 30-60 négyzetmétert.”[2]
- Az esőkertben a víz legfeljebb 48 órát tölt. Ha ennél több ideig áll a területen, akkor kerti tóról, mocsárkertől vagy víztárolóról beszélünk. Az esőkertben nem áll olyan sokáig a víz, hogy vízi élőlények, többek között szúnyoglárvák jelenjenek meg.
- Az esőkert az épület közelében füves területen lehet kialakítani. Az épülettől azonban legalább 10 méterre kell lennie, hogy a vízszivárgás ne legyen kártékony hatással az épületre.
- Az esőkert mélysége, ahol a pangó víz áll, nem haladhatja meg a 30 cm-t. Ez alatt érdemes olyan talajt kialakítani, amely a vízkert funkciójának a legmegfelelőbb. A biológiai visszatartó talajkeveréknek általában 60%-ban homokot, 20%-ban komposztot és 20%-ban felső talajt kell tartalmaznia. A magasabb komposztkoncentrációjú talajok jobb hatást mutattak a talajvíz és az esővíz szűrésére. A nem áteresztő talajrészt el kell távolítani, és áteresztő talajjal kell pótolni a szűrés optimalizálásához. A kicserélt talaj akár 75 cm-es mélységig is érhet. A talajt feddhetjük valamilyen szálas növényi anyaggal, ami tisztítja a vizet, és megóvja a talajt a kimosódástól.
- Komplexebb megoldásoknál az esőkert talaja alá kavicsréteget tesznek, ami tovább szűri a talajba beszivárgó vizet. Ha az esőkertnek nagy mennyiségű vizet kell kezelnie, akkor az esőkertbe túlfolyócsövet is tesznek, amit a csatornába vezetnek. Így a víz nem önt ki a kertbe.
- Egyes esőkertek kialakítása engedélyköteles lehet.[3]

### Növények

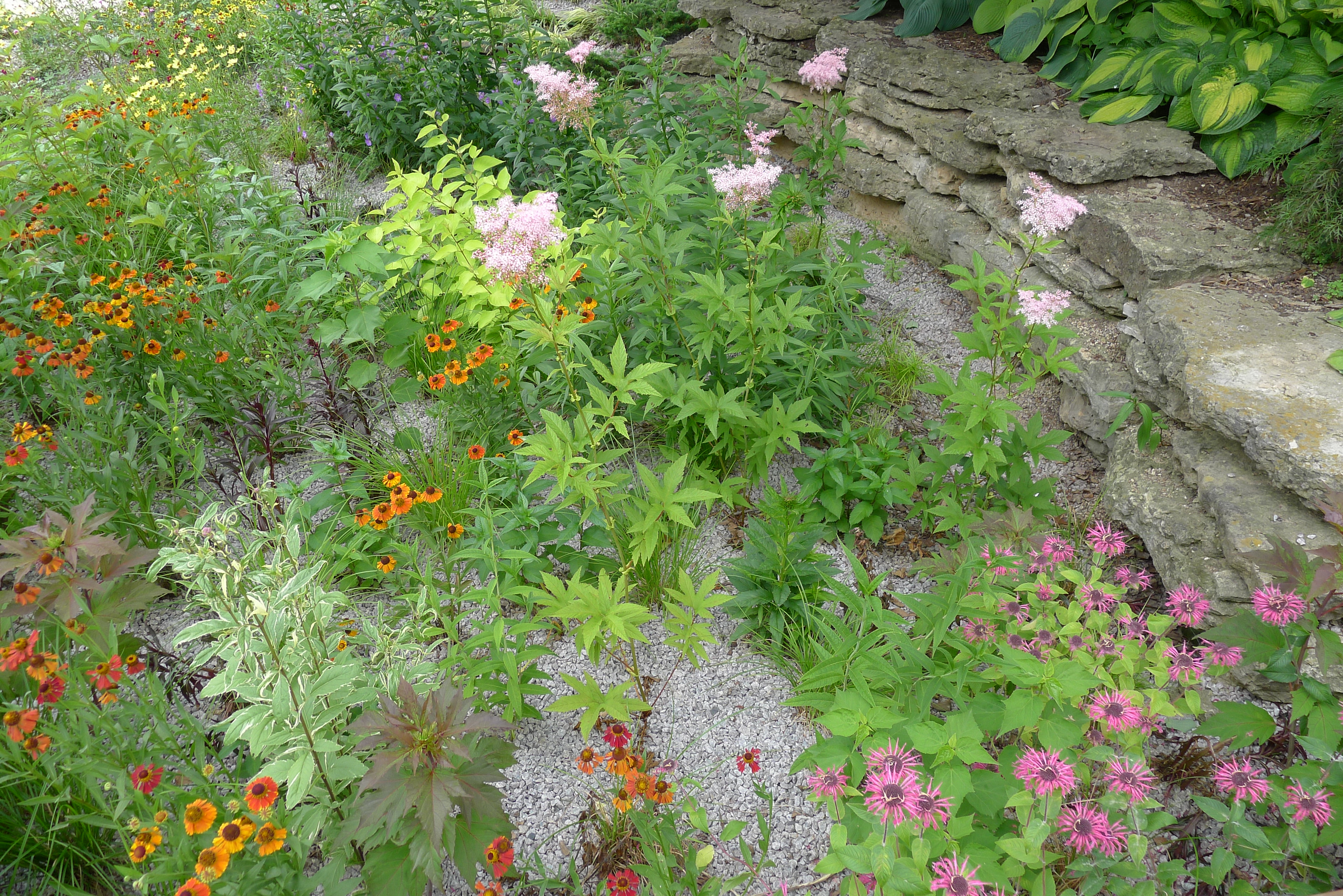
Gazdagon beültetett esőkert: méhbalzsam (Monarda), árnyliliom (Hosta) és napfényvirág (Helenium).

- Az esőkertek jellemző növényei az évelő lágyszárúak és a fűfélék, ezek gyökérzete porózussá teszi a talajt, és gyors növekedési ütemüknek köszönhetően sok vizet képesek felszívni.
- A konkrét növényválasztásnak a talajhoz és az időjárási viszonyokhoz kell igazodnia, alapvetően olyan növényekre van szükség, amelyek mind a száraz, mind a telített talajt jól bírják.
- A vegetáció kialakításánál érdemes tekintettel lenni a szomszédokra is, ha az esőkertet családi ház kertjében helyezzük el, és a növények kiválasztásánál igyekezzünk elkerülni az inváziós fajokat.
- Az őshonos növények általában jobban adaptálódnak a körülményekhez, de idegen fajok is számításba jöhetnek. Minél többféle fajt használunk fel, a növények annál több nedvességet és tápanyagfélét hasznosítanak, a szennyeződéseket is annál jobban szűrik ki.
- A fáknak is fontos szerep juthat az esőkertben, szintén képesek nagy mennyiségű víz felvételére, de az árnyékolásuk is fontos, ugyanis, ha a víz megmarad a kertben, fontos, hogy minél hidegebb maradjon, mind a növények, mind az egyéb élőlények jobban tolerálják a hideg vizet, mint a meleget, amelyben kevesebb az oldott oxigén.

Javasolt növények
| szárazságtűrő növények          | szárazságtűrő növények                | szárazságtűrő növények              | szárazságtűrő növények     | szárazságtűrő növények  |
| ------------------------------- | ------------------------------------- | ----------------------------------- | -------------------------- | ----------------------- |
| varjúháj (Sedum)                | levendula (Lavandula)                 | zsálya (Salvia)                     | sásliliom (Hemerocallis)   | kasvirág (Echinacea)    |
| közepes vízigényű növények      |                                       |                                     |                            |                         |
| íriszek (Iris)                  | tollbuga (Astilbe)                    | gyűszűvirág (Digitalis purpurea)    | díszcsorba (Liatris)       | sásfélék (Carex)        |
| vízigényes növények             |                                       |                                     |                            |                         |
| réti füzény (Lythrum salicaria) | vízi menta (Mentha aquatica)          | mocsári gólyahír (Caltha palustris) |                            |                         |
| árnyékkedvelő növények          |                                       |                                     |                            |                         |
| vesepáfrány (Plystichum)        | erdei pajzsika (Dryopteris filix-mas) | fodorka (Asplenium)                 | rododendron (Rhododendron) | tündérvirág (Epimedium) |

## Gondozás
Az esőkertnek nincs szüksége trágyázásra, mivel a talaj folyamatosan újraépül a felfogott anyagokból és az elhalt növényi részektől.
„Az eddig adatok azt mutatják, hogy még a huszonkét évvel ezelőtt telepített első esőkertben sem kellett cserélni a szűrőrétegeket, mert a felhalmozódó káros vegyületek átalakulnak a növények számára feldolgozható anyagokká, illetve a talaj lassan és szétterítve megköti őket.”

## Fordítás
- Ez a szócikk részben vagy egészben  a   Rain garden című angol Wikipédia-szócikk ezen változatának fordításán alapul.  Az eredeti cikk szerkesztőit annak laptörténete sorolja fel. Ez a jelzés csupán a megfogalmazás eredetét és a szerzői jogokat jelzi, nem szolgál a cikkben szereplő információk forrásmegjelöléseként.